# Stadio Lenin (Chabarovsk)
Lo stadio Lenin (in russo Стадион имени Ленина?) è uno stadio di calcio situato nella città di Chabarovsk, in Russia.